# 동아엘텍
동아엘텍(Dong A Eltek Co. Ltd.)는 대한민국의 OLED 제조 및 검사장비 기업이다. 본사는 경기도 안양시 동안구 시민대로327번길 12-24에 위치해 있으며 대표이사는 박재규이다. 자회사로 선익시스템을 보유하고 있다.

## 상장
2007년 1월 3일에 공모가 6,000원에 상장하였다.

## 같이 보기
- 선익시스템

## 참고문헌
1. ↑  동아엘텍, 中비전옥스 상대로 OLED 검사장비 매출 확대, 디일렉, 2020.10.27
2. ↑  동아엘텍, LG·애플 OLED 납품+'세계 최초'마이크로 OLED장비 개발..시장 최대 수혜 기대감 '강세', 뉴스핌, 2022년 9월 1일
3. ↑  동아엘텍, LG OLED 검사 장비·자회사 선익시스템 OLED 제조까지 부각 '강세', 이데일리, 2023년 3월 28일